# Gugliemo Agnelli
Gugliemo Agnelli (1238, Pisa – 1313 tamtéž) byl italský sochař a architekt.
Agnelli byl žákem Nicoli Pisana. Roku 1257 vstoupil do dominikánského řádu v Pise.

## Dílo
Jeho nejlepším dílem je spolupráce s Pisánem na sarkofágu sv. Dominika v bazilice sv. Dominika v Bologni. Roku 1293 byl činný v katedrále v Orvietu. Roku 1304 se vrátil do Pisy, kde provedl několik sochařských a stavitelských zakázek, a kde pracoval na fasádě kostela San Michele in Borgo.